# Diego García de Moguer
Diego García de Moguer (Moguer, Huelva, 1484 - océano Índico, 1544) fue un marino y explorador español, que también estuvo al servicio de los portugueses.

## Biografía
Casado en Moguer con su primera mujer con la que tuvo un hijo llamado Alejandro. Tras la muerte de su primera mujer, se casó con Isabel Núñez, con la que tuvo tres hijos: Álvaro, Leonor y Juan.
Participó en 1516 en la expedición de Juan Díaz de Solís en busca de un paso marítimo al sur de Sudamérica y que resultó en el descubrimiento del Río de la Plata. La muerte de Solís a flechazos por los indios, motivo el regreso de la expedición a España, siendo Diego García el maestre de una de las carabelas que efectuaron ese viaje de vuelta, informando a las autoridades de Sevilla y a la Corona sobre el hallazgo del Río de la Plata.
Según el Diccionario Biográfico Español, Diego García de Moguer participó en la expedición de Magallanes a las Molucas, que partió en 1519, y que bajo Juan Sebastián Elcano completó la primera vuelta al mundo en 1522. Fue registrado en la nao San Antonio como paje, hijo de Cristóbal García y de Juana González, viajando con su padre Cristóbal, marinero en la misma nave. La nao San Antonio regresó a España desde el Estrecho de Magallanes pero Diego García debía ir por entonces en otra nave. En el viaje de regreso, cuando navegaba por el océano Índico, descubrió la isla que hoy lleva su nombre.
Sin embargo, en el rol completo de la expedición a las Molucas no consta ningún "Diego García de Moguer". Sí hubo un paje llamado Diego cuyo padre se apellidaba García pero no puede ser el de Moguer porque los pajes eran típicamente adolescentes sin experiencia náutica. También se enroló un marinero llamado "Diego García de Trigeros" que el historiador José Toribio Medina se preguntó si sería el mismo que Diego García de Moguer pero tampoco puede ser porque el de Trigueros falleció en 1522 frente a la costa de Guinea.
El 15 de enero de 1526, Diego García de Moguer, zarpó desde La Coruña, como capitán general de la armada, al mando de una expedición de tres naves, financiada por comerciantes, para buscar la ruta de las especias, siguiendo la derrota de Elcano, pasando por el estrecho de Magallanes. En el camino, en febrero de 1528, se detuvo a explorar la zona del Río de la Plata, por lo que se le atribuye su descubrimiento. Navegando en abril por el Río Paraná, encontró de improviso el fuerte Sancti Spiritus.
Sorprendido e indignado, ordenó al capitán Caro, designado por Sebastián Caboto, que abandonase el lugar, ya que esa era conquista que solo a él le pertenecía por haber sido designado por España para explorar esas tierras. Pero vencido por los ruegos de Caro y su gente para que fuese en auxilio de Caboto, García siguió aguas arriba y —entre lo que hoy día son las localidades de Goya y Bella Vista— se encontró con el piloto veneciano, quien lo comprometió a cooperar en la búsqueda de la «Sierra de la Plata», y juntos exploraron el río Pilcomayo, para seguir después hacia el estrecho.
A todo esto, en Sancti Spiritus, los españoles descuidaron la defensa del fuerte, y en septiembre de 1529, antes del amanecer, los indígenas tomaron por asalto la fortaleza. Sebastián Gaboto y Diego García de Moguer se encontraban en ese tiempo en el asentamiento de San Salvador, preparando hombres y embarcaciones, y no sabían nada de lo que se estaba desarrollando en Sancti Spiritu, hasta que vieron llegar a Gregorio Caro con los supervivientes, y la terrible noticia de la destrucción del fuerte.
Inmediatamente Gaboto y García se dirigieron al fuerte intentando rescatar a sus hombres. En los alrededores de Sancti Spiritu hallaron algunos cadáveres completamente mutilados; los bergantines defondados y hundidos, los almacenes saqueados e incendiados. Investigaciones arqueológicas han hallado los restos de la fortaleza en la localidad de Puerto Gaboto.
El 24 de agosto de 1534 viajó de nuevo en la carabela Concepción hacia el territorio del Río de la Plata, pasó por la isla de Santiago de Cabo Verde, luego al Brasil, donde ascendió el estuario del Plata de los ríos Uruguay y Paraná y se convirtió en uno de los primeros vecinos del primigenio asentamiento de Santa María del Buen Aire (la actual ciudad de Buenos Aires) fundada por Pedro de Mendoza, y posteriormente regresó a España.
En una posterior exploración portuguesa en 1544, descubrió (o redescubrió) el archipiélago Chagos. La mayor de las islas, Diego García, puede haber recibido su nombre, aunque también puede derivar de una transliteración europea y británica, ya que en los mapas antiguos también se llamaba isla de Don Gracia (o Don Garcia de Noronha) y Deo Gracias. Murió en el viaje de regreso en medio del océano Índico, frente a las costas sudafricanas.